# 唐生智
唐 生智（とう せいち、1889年 - 1970年4月6日）は中華民国の軍人および中華人民共和国の軍人・政治家。字は孟瀟。湖南省東安県芦洪市鎮生まれ。軍人としての階級は国民革命軍一級上将。
唐生智は中華民国の建国初期から日中戦争が始まるまで、異なるいくつかの重要な職務を担当し、上将の称号を授かった。国共内戦末期には湖南で中国共産党を支持し、それ以後は湖南の軍政機構で湖南省副省長などを務めた。唐生智の四番目の弟唐生明は国民革命軍の中将である。
1937年12月における南京防衛戦の総指揮官であり、中華人民共和国成立以降も大陸に残った。1949年、湖南省知事に命じられ、中国国民党革命委員会の委員、全国人民代表大会の常務委員を歴任した。

## 人物略歴
唐生智は1914年に保定陸軍士官学校を卒業後、辛亥革命、護国戦争、護法運動、北伐戦争など中華民国建国初期の重要な戦争に参加した。
北洋軍閥の時期には、唐生智は湖南軍閥に属しており、北洋軍閥が湖南から撤退した後、唐生智は湖南省の第四師団長となった。当時の湖南省省長趙恒惕と対立し、クーデターにより趙恒惕を長沙から追い出した後、自ら省長の職に就き、反対勢力の駆逐を図った。唐生智の敵は、武漢で反撃準備をしていた呉佩孚に救助を求めた。唐生智は敗戦して長沙から退き、北閥軍に参加することを決定した。1926年6月2日に彼は正式に部下を率いて国民革命軍に参加し、国民革命軍の第八軍の軍長を任命され、6月に再び長沙を占領した後、湖南省の主席となった。1927年には武漢国民党の中央政治委員会委員、軍事委員会7人主席団のメンバー、武漢国民政府委員、第4集団軍総司令官などの職を兼務した。
北伐戦争に勝利した後、唐生智は蔣介石と新広西派による武漢政府に対する反対勢力の軍事的主力となった。1927年11月12日の寧漢戦争で彼は李宗仁に負け、日本に亡命した。1929年4月に唐生智は蔣介石の元に降り、国民政府軍事参議院院長、第五路線軍の総指揮官として、蔣介石と桂系軍閥との戦争に参加した。10月に蔣馮戦争に参加したが、12月に再び旗幟を翻して反蔣の石友三と連合し、護党救国軍第四路総指揮官を率いた。敗戦した後、1930年に再び下野した。
1931年、広州国民政府と軍事委員会の常務委員となった。満州事変の後、再び南京政府に帰り、南京国民政府軍事参議院院長に復任した。1935年4月に上将の位を授けられた。1937年11月に日本軍が南京に進攻した際、彼は死守を強く主張し、自ら志願して首都警備司令官の長官となり、中国側の南京防衛戦の最高指揮官となった。彼は首都と共に存亡を共にすることを公言し、南京から長江以北に通じる道路を封鎖するよう命令を下し、渡し船を破壊して市民の多くが避難できないようにした。
唐司令官による首都防衛戦は当初の計画どおりに進まなかっただけではなく、混乱の中、組織的な退却がなされるはずが無秩序の逃走になってしまった。多くの指揮官は、何ら退却命令を下すことなく単に彼らの軍隊を放棄して勝手に逃げてしまった。10万人の首都防御隊と数千以上の中国人部隊は、前戦から逃げて市内に立ち戻った。2つの連隊のみが当初の計画に従ってなんとかうまく退却できた。
陥落当時の南京防衛軍司令部の状況については、笠原十九司「南京防衛戦と中国軍」に詳しい。それによれば、「唐生智司令官は、蔣介石の撤退命令を受け、最高幕僚・指揮官会議において、死守を断念し、12月12日午後5時半頃までに撤退命令を出していた。しかし、当時、敗戦の混乱の中、この撤退命令は末端まで行き届かず、持ち場を固守せよとする前命令を信じた部隊と撤退をしようとする部隊の間に一部同士討ちを行うような混乱が生じたり、独自行動を採った部隊もあった」。一方、唐は12月12日20時に部下を見捨てて南京から逃亡したとする見解もある。翌日南京は陥落し、翌年1月には南京自治委員会が発足した。
第二次世界大戦後、唐生智は国民党体制の没落までその存在が不明であった。白崇禧が国家主義勢力として彼の存在を追及しようとしたが不明だった。彼は国家主義勢力によって捕えられることを避けるため変装して別の場所に隠れ、中国外に出ることを避け、その過程で片足を傷めたといわれる。逃亡後の唐生智は湖南に閑居し、仏教学を研究していたといわれる。

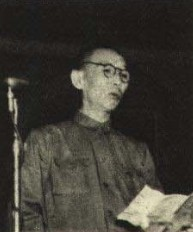
1950年の第1回中国人民協商会議にて

1948年11月に南京・上海に赴き、蔣介石に中国共産党と停戦する和議を提案し、1949年には湖南で「平和自救」運動を組織し、「湖南人民自救委員会」の主任委員に就き、率先して湖南の平和解放の支持を訴えた。
中華人民共和国が建国された後、湖南省人民政府副主席、副省長、中南軍政委員会委員、国防委員会委員など、湖南省と中南軍区における各種の職務を担当した。また、中国国民党革命委員会の中央常務委員、全国人民代表大会の常務委員会委員、中国人民政治協商会議の常務委員会の委員などの職務を兼任した。
1961年11月に直腸癌で入院した。12月に見舞いに来た陳毅は、「孟瀟先生、あなたは友人として余りある人だ。国民党の一級上将の中であなただけが、我々紅軍、解放軍を攻撃しなかった」と称えたと言う。1968年に林彪、江青による文化大革命の反革命集団は数回にわたって湖南に人を送り、唐に対して様々な手を使って、賀龍が「人民の敵」であると声明させようとしたが、頑強な抵抗に遭った。彼らは唐が言う通りにしないのを見て腹を立て、一人がピストルを腰から取り出すとテーブルの上に叩きつけ、「言うのか言わないのか！言わないならお前を撃ち殺すぞ！」と叫んだが、唐はその一言を聞いて激怒し、衣服をはだけて胸を叩き、「小僧！こっちに来い！俺は各地を歴戦して銃弾の雨を歩いてきたが、死を恐れたことはないぞ！」と言ったと言う。唐の気迫の前に、彼らは頭を下げ、あわてて退却するしかなかった。しかし、文革による心労のため、唐の心身は弱っていった。
1970年4月6日、持病の発作により、長沙で病死した。82歳だった。

## 朝日新聞の誤報
唐生智は徹底抗戦を叫びながら整然たる撤退作戦の指導もせず、敗残兵を城内に残したまま、12日夕刻、「各隊各個に包囲を突破して、目的地に集結せよ」と命じて自分ひとり、ひそかに揚子江北岸に遁走した。その無責任と劣悪な統制能力が糾弾され、唐生智は12月18日軍法会議にかけられ、19日銃殺刑に処せられたと伝えられた（「朝日新聞」12月20日）が、これは誤報であった。

## 批判
1937年の南京事件の際に南京城司令官であった唐生智は「わが血肉をもって南京城と生死を共にする」と誓っていながら、徹底抗戦を叫んで逃亡したため、降伏という正規の手続きをすることなく逃亡した事は無責任の極みであり、これによって停戦のけじめをつけなかった事が被害拡大の原因の一つと言われている。もしも唐生智が首都南京から逃亡せず、降伏文書に調印したならば、中国軍は整然と投降し、捕虜としての保護を受け、後の「南京事件」は起きなかったであろうという指摘がある。
南京事件肯定論者側でもこの責任を指摘している。唐の多数の難民を抱える南京市で絶対死守の方針をとったため、民間人を巻き込む結果となった責任・途中で逃亡し司令官としての職務を放棄した責任を吉田裕は批判しており、これによって混乱が倍加されたと述べている。藤原彰は「唐が指揮官として中途で指揮を放棄して逃亡したのは極めて無責任である」と述べている。一般人の退却もまた計画さえ明らかにされておらず、前述の南京から長江以北に通じる道路封鎖命令や、渡し船の破壊も市民の避難を困難にしている。唐生智自身は、組織的撤退計画をまったく作らなかった。
一方、南京事件関連文書を精査した北村稔は2007年の講演において、従来「日本軍兵士の悪行」と喧伝されてきた事件は、当時の公式記録である『南京安全地帯の記録』に記載されたものが全てであり、当時の南京城内の状況から見れば、安全地帯国際委員会に報告されない、これ以外の事件はないとし、しかもこの記録内容の分析からは、記載の事件すべてを日本軍兵士の所行とみなす根拠はなく、むしろ日本軍兵士の所行は少ないと述べた。さらに北村は、この記録の事件の伝えるところをそのまま認容しても、それは決して後年の大虐殺説の伝えるごとき非難は間違いであることを証明しており、また、南京において50名程度の犠牲者が出たことの責任は、南京を戦場にしておきながら自身は逃亡した司令官唐生智にあることは明白であると述べ、当時の南京は国際法上、無差別爆撃することができたにもかかわらず、それを回避し、一般市民の被害者を最小限に留めた日本軍側に何ら責任はないと結論した。